# Sharlston
Sharlston es una parroquia civil del municipio metropolitano de Wakefield, en la autoridad combinada de West Yorkshire, Inglaterra (Reino Unido). Según el censo de 2021, tiene una población de 2800 habitantes.
Incluye las localidades de Sharlston Common y New Sharlston.